# Mala Subotica
Pour les articles homonymes, voir Subotica (homonymie).
Mala Subotica est un village et une municipalité située dans le comitat de Međimurje, en Croatie. Au recensement de 2001, la municipalité comptait 5 676 habitants, dont 91,60 % de Croates et le village seul comptait 2 156 habitants.

## Localités
La municipalité de Mala Subotica compte 7 localités :
- Držimurec
- Mala Subotica
- Palovec
- Piškorovec
- Strelec
- Sveti Križ
- Štefanec